# ریماک کانسپت یک
ریماک کانسپت یک‌ (به انگلیسی: Rimac Concept One) که گاهی به صورت Concept_One نامیده می‌شود، یک خودروی الکتریکی دو سرنشینه با کارایی بالا است که در کرواسی توسط شرکت خودروسازی ریماک طراحی و تولید شده است. با توان مجموع ۹۱۳ کیلووات (۱٬۲۴۱ پی‌اس، ۱٬۲۲۴ اسب بخار) و شتاب ۰ تا ۱۰۰ کیلومتر در ساعت (۰ تا ۶۲ مایل در ساعت) در ۲٫۵ ثانیه، ادعا شد که ریماک کانسپت وان سریع‌ترین خودروی الکتریکی در سال ۲۰۱۳ جهان است.